# Émile Lodéon
Pour les articles homonymes, voir Lodéon.
Émile Lodéon, né le 2 novembre 1899 à Fort de France en Martinique et mort le 28 avril 1958, est un homme politique français.

## Biographie
Il est nommé secrétaire du Conseil de la République le 13 janvier 1953, le 11 janvier et le 7 juillet 1955,,.

## Détail des fonctions et des mandats
Mandats parlementaires
- 7 novembre 1948 - 19 juin 1955 : Sénateur de la Martinique
- 19 juin 1955 - 28 avril 1958 : Sénateur de la Martinique